# Place Saint-Pierre (Toulouse)
Place Saint-Pierre ist ein Straßenplatz am Ufer der Garonne im historischen Zentrum von Toulouse. Bekanntestes Bauwerk ist die Kirche St-Pierre-des-Cuisines, die in einen Konzertsaal für das Konservatorium Toulouse umgewandelt wurde, daneben finden sich hier vor allem mehrere Bars. Der Platz ist über die Pont Saint-Pierre, den Uferkai oder der Rue Valade zugänglich, man erreicht ihn auch über die direkt vom Kapitol führende Fußgängerzone Rue Pargaminières.
Der Platz zerfällt in zwei Teile: die westliche Hälfte ist ein kleiner, 40 × 40 m großer öffentlicher Park, während die östliche Hälfte als Parkplatz dient.
Donnerstags und samstags ist der Platz ein beliebter Treffpunkt für die Studenten der Universität Toulouse I.
Der Platz wurde 2013/2014 im Zuge eines ehrgeizigen städtebaulichen Projektes renoviert, das sich den Ausbau der Fußgängerzone und einen erleichterten Zugang zur Garonne zum Ziel gesetzt hat. Das Projekt des katalanischen Stadtplaners Joan Busquet sieht breite Treppen auf beiden Seiten der Brücke vor, die hinunter zum Fluss führen.